# كيم يوجين
كيم يوجين (بالكورية: 김여진)‏ هي ممثلة كورية جنوبية. ولدت يوم 24 يونيو 1972 في تشانغوون في كوريا الجنوبية.

## روابط خارجية
- كيم يو جين على موقع IMDb (الإنجليزية)
- كيم يو جين على موقع ألو سيني (الفرنسية)
- كيم يو جين على موقع أول موفي (الإنجليزية)
- كيم يو جين على موقع قاعدة بيانات الفيلم (الإنجليزية)
- كيم يو جين على موقع كينوبويسك (الروسية)